# Vetenskapsåret 2025

## Händelser
- 29 januari – Vetenskapshistorikern Andrea Strazzoni från Turins universitet rapporterar om upptäckten av ett manuskript från 1600-talet, med den äldsta kända avbildningen av en insektshjärna.[1]

Planerade händelser:
- 11 februari – Internationella dagen för kvinnor och flickor inom vetenskap, som instiftades av FN december 2015, firas.[2]
- 20 maj – Meterkonventionen fyller 150 år.[3]
- 1–11 april – Vetenskapsfestivalen i Göteborg[4]
- 1–6 juni – International Union of Forest Research Organisations, IUFRO, arrangerar IUFRO World Congress i Vernon, Kanada.[5]
- 20–27 juli – Biologiolympiaden hålls i Quezon City, Filippinerna.[6]
- 29 augusti – 2025 års vinnare av Rosalind Franklin Award offentliggörs.[7]

Okänt datum:
- Science Center Helsingborg -  som ska väcka intresset för naturvetenskap, teknik och forskning - öppnas på Campus Helsingborg.[8]

Hela året:
- Förenta nationerna har utnämnt 2025 att vara Internationella året inom fyra teman: Kvantvetenskap och teknik, Bevarandet av glaciärer, Fred och förtroende samt Kooperationens år.[9]

### Astronomiochrymdfart
- januari –  Planeterna Venus, Jupiter, Mars, Saturnus, Neptunus och Uranus är synliga samtidigt på natthimlen.[10]

- 21 januari – Rymdfarkosten SpaceX Starship exploderar vid en testflygning över Mexikanska golfen.[11]

Under året:
- Observatoriet i Greenwich firar 350 år.[12]

Planerade händelser:
- 27–31 oktober – Den internationella konferensen European Space Weather Week, ESWW, äger rum i Umeå.[13][14]

### Medicin
- 21 januari – En studie visar att barn som föds före vecka 32 ofta behöver intensivvård med smärtsamma ingrepp, ibland med otillräcklig smärtlindring.[15][16]

### Meteorologi
- 5–6 januari – En kraftig snöstorm drabbar stora delar av USA.[17]
- 20–21 januari – En vinterstorm följd av kraftigt snöfall drabbar sydöstra USA.[18][19]
- 24–25 januari – Stormen Éowyn drabbar Brittiska öarna, Norge samt i viss mån Västsverige.[20][21]

## Avlidna
- 1 januari – K. S. Manilal, 86, indisk botaniker och taxonom.[22]
- 4 januari
  - Claude Allègre, 87, fransk geolog, geofysiker och politiker.[23]
  - Ana Gligić, 90, jugoslavisk/serbisk virolog.[24]
  - Karen Pryor, 92, amerikansk beteendevetare.[25]
- 18 januari – Charles A. Doswell III, 79, amerikansk meterolog och forskare.[26]
- 19 januari
  - Eva Klein, 99, svensk professor, biolog och ledamot av Vetenskapsakademien.[27]
  - Carlos Arellano Lennox, 96, panamansk marinbiolog och politiker.[28]
- 26 januari
  - Suzanne Massie, 94, amerikansk historiker.[29]